# マッヘ
マッヘ（mache, 記号:M.E.）は、放射能の濃度を示す単位である。その名前は、オーストリアの物理学者ハインリッヒ・マッヘ(Heinrich Mache)に因む。記号のM.E.は、ドイツ語のMache-Einheit（マッヘ単位）の略語である。
1マッヘは、空気または水1リットルにつき、そこに含まれるラドンの電離作用によって10-3静電単位(esu)の飽和電流を生じるときの放射能濃度と定義されている。
1930年、マリ・キュリー、ラザフォード、ガイガーらによる国際ラジウム標準委員会によって定義された。今日では温泉（放射能泉）の効能書きに使われる程度で、ほとんど用いられない。
1マッヘのラドンの放射能は約13.5ベクレル(Bq)、約3.64×10−10キュリー(Ci)である。マッヘは、ほとんどの場合ベクレルまたはキュリーと並記される。